# Премія «Еммі» за найкращу жіночу роль другого плану у комедійному телесеріалі
Це список переможців і номінантів премії Primetime Emmy за найкращу жіночу роль другого плану в комедійному серіалі. На ранніх церемоніях премії «Еммі» допоміжні категорії не завжди були жанровими чи навіть за статтю. Починаючи з 22-ї премії Primetime Emmy Awards, акторки другого плану в комедіях змагалися поодинці. Однак ці комедійні вистави часто включали акторок із мінісеріалів, телефільмів та запрошених виконавиць, які змагалися з конкурентками в основному акторському складі.

## Переможниці та номінації

### 1950-ті
| Рік/Церемонія                                                                       | Акторка                                      | Роль                                         | Програма                                     | Телебачення                                  |
| Найкраща акторка другого плану у телесеріалі                                        | Найкраща акторка другого плану у телесеріалі | Найкраща акторка другого плану у телесеріалі | Найкраща акторка другого плану у телесеріалі | Найкраща акторка другого плану у телесеріалі |
| ----------------------------------------------------------------------------------- | -------------------------------------------- | -------------------------------------------- | -------------------------------------------- | -------------------------------------------- |
| 1954 (6-та)                                                                         |                                              |                                              |                                              |                                              |
| Вівіан Венс                                                                         | Етель Мерц                                   | Я люблю Люсі                                 | CBS                                          |                                              |
| Би Бенадерет                                                                        | Бланш Мортон                                 | Шоу Джорджа Бернса та Грейсі Аллен           | CBS                                          |                                              |
| Рут Гілберт                                                                         | різні ролі                                   | Шоу ілтона Берле                             | NBC                                          |                                              |
| Меріон Лорн                                                                         | Місіс Герні                                  | Містер Піперс                                | NBC                                          |                                              |
| Одрі Медоуз                                                                         | різні ролі                                   | Шоу Джекі Глісон                             | CBS                                          |                                              |
| Найкраща акторка другого плану у звичайному телесеріалі                             |                                              |                                              |                                              |                                              |
| 1955 (7-ма)                                                                         |                                              |                                              |                                              |                                              |
| Одрі Медоуз                                                                         | різні ролі                                   | Шоу Джекі Глісон                             | CBS                                          |                                              |
| Би Бенадерет                                                                        | Бланш Мортон                                 | Шоу Джорджа Бернса та Грейсі Аллен           | CBS                                          |                                              |
| Джин Хеген                                                                          | Маргарет Вільямс                             | Звільніть місце для тата                     | ABC                                          |                                              |
| Меріон Лорн                                                                         | Місіс Герні                                  | Містер Піперс                                | NBC                                          |                                              |
| Вівіан Венс                                                                         | Етель Мерц                                   | Я люблю Люсі                                 | CBS                                          |                                              |
| Найкраща жіноча роль другого плану                                                  |                                              |                                              |                                              |                                              |
| 1956 (8-ма)                                                                         |                                              |                                              |                                              |                                              |
| Нанетт Фабрей                                                                       | Різні персонажки                             | Час Цезаря                                   | NBC                                          |                                              |
| Енн Дейвіс                                                                          | Шармен Шульц                                 | Шоу Боба Каммінгса                           | CBS                                          |                                              |
| Джин Хеген                                                                          | Маргарет Вільямс                             | Звільніть місце для тата                     | ABC                                          |                                              |
| Одрі Медоуз                                                                         | Аліса Крамден                                | Медовий місяць                               | CBS                                          |                                              |
| Телма Ріттер                                                                        | Еггі Герлі                                   | Alcoa-Goodyear Playhouse                     | NBC                                          |                                              |
| Найкраща жіноча роль другого плану                                                  |                                              |                                              |                                              |                                              |
| 1957 (9-та)                                                                         |                                              |                                              |                                              |                                              |
| Пет Керрол                                                                          | Різні персонажки                             | Час Цезаря                                   | NBC                                          |                                              |
| Енн Дейвіс                                                                          | Шармен Шульц                                 | Шоу Боба Каммінгса                           | CBS                                          |                                              |
| Одрі Медоуз                                                                         | різні ролі                                   | Шоу Джекі Глісон                             | CBS                                          |                                              |
| Мілдред Нетвік                                                                      | мадам Аркаті                                 | Зірковий ювілей Ford                         | CBS                                          |                                              |
| Вівіан Венс                                                                         | Етель Мерц                                   | Я люблю Люсі                                 | CBS                                          |                                              |
| Найкраща роль другого плану акторки в драматичному чи комедійному серіалі           |                                              |                                              |                                              |                                              |
| 1958 (10-та)                                                                        |                                              |                                              |                                              |                                              |
| Енн Девіс                                                                           | Шармен Шульц                                 | Шоу Боба Каммінгса                           | CBS & NBC                                    |                                              |
| Пет Керролл                                                                         | Різні персонажки                             | Час Цезаря                                   | NBC                                          |                                              |
| Верна Фелтон                                                                        | Гільда Крокер                                | Груднева наречена                            | CBS                                          |                                              |
| Меріон Лорн                                                                         | Міртл Бенфорд                                | Саллі                                        | NBC                                          |                                              |
| Вівіан Венс                                                                         | Етель Мерц                                   | Я люблю Люсі                                 |                                              |                                              |
| Найкраща акторка другого плану (персонажка, що продовжується) у комедійному серіалі |                                              |                                              |                                              |                                              |
| 1959 (11-та)                                                                        |                                              |                                              |                                              |                                              |
| Енн Девіс                                                                           | Шармен Шульц                                 | Шоу Боба Каммінгса                           | NBC                                          |                                              |
| Розмарі ДеКамп                                                                      | Маргарет Макдональд                          | Шоу Боба Каммінгса                           | NBC                                          |                                              |
| Елінор Донаг'ю                                                                      | Бетті                                        | Батько знає краще                            | CBS & NBC                                    |                                              |
| Верна Фелтон                                                                        | Гільда Крокер                                | Груднева наречена                            | CBS                                          |                                              |
| Кетлін Нолан                                                                        | Кейт Маккой                                  | Справжні Маккой                              | ABC                                          |                                              |
| Засу Піттс                                                                          | Сусанна Померой                              | О, Сусанна                                   | CBS                                          |                                              |

### 1960-ті
| Рік/Церемонія                                                      | Акторка                                                         | Роль                                                            | Програма                                                        | Телебачення                                                     |
| Видатна гра акторки в телесеріалі (головна або другорядна роль)    | Видатна гра акторки в телесеріалі (головна або другорядна роль) | Видатна гра акторки в телесеріалі (головна або другорядна роль) | Видатна гра акторки в телесеріалі (головна або другорядна роль) | Видатна гра акторки в телесеріалі (головна або другорядна роль) |
| ------------------------------------------------------------------ | --------------------------------------------------------------- | --------------------------------------------------------------- | --------------------------------------------------------------- | --------------------------------------------------------------- |
| 1960 (12-та)                                                       | Джейн Ваєтт                                                     | Маргарет Андерсон                                               | Батько знає найкраще                                            | CBS                                                             |
| 1960 (12-та)                                                       | Донна Рід                                                       | Донна Стоун                                                     | Шоу Донни Рід                                                   | ABC                                                             |
| 1960 (12-та)                                                       | Тереза Райт                                                     | Маргарет Бурк-Вайт                                              | NBC Sunday Showcase                                             | NBC                                                             |
| 1960 (12-та)                                                       | Лоретта Янґ                                                     | Різні персонажки                                                | Шоу Лоретти Янг                                                 | NBC                                                             |
| Видатна роль другого плану актора або акторки в телесеріалі        |                                                                 |                                                                 |                                                                 |                                                                 |
| 1961 (13-та)                                                       |                                                                 |                                                                 |                                                                 |                                                                 |
| Дон Ноттс                                                          | Барні Файф                                                      | Шоу Енді Гріффіта                                               | CBS                                                             |                                                                 |
| Еббі Далтон                                                        | лейтенантка Марта Гейл                                          | Хеннесі                                                         | CBS                                                             |                                                                 |
| Барбара Гейл                                                       | Делла Стріт                                                     | Перрі Мейсон                                                    | CBS                                                             |                                                                 |
| Видатна роль акторки другого плану                                 |                                                                 |                                                                 |                                                                 |                                                                 |
| 1962 (14-та)                                                       |                                                                 |                                                                 |                                                                 |                                                                 |
| Памела Браун                                                       | Вікторія Саксен-Кобург-Заальфельдська                           | Зал слави Hallmark                                              | NBC                                                             |                                                                 |
| Джейн Купер                                                        | Анна Медаль                                                     | Бен Кейсі                                                       | ABC                                                             |                                                                 |
| Коллін Дьюгерст                                                    | Гертруда Гарт                                                   | Фокус                                                           | NBC                                                             |                                                                 |
| Джоан Гекетт                                                       | Еллен Паркер                                                    | Бен Кейсі                                                       | ABC                                                             |                                                                 |
| Мері Вікс                                                          | Максфілд                                                        | Шоу Гертруди Берг                                               | CBS                                                             |                                                                 |
| 1963 (15-та)                                                       |                                                                 |                                                                 |                                                                 |                                                                 |
| Гленда Фаррелл                                                     | Марта Моррісон                                                  | Бен Кейсі                                                       | ABC                                                             |                                                                 |
| Дейві Девісон                                                      | Лора Гантер                                                     | Одинадцята година                                               | NBC                                                             |                                                                 |
| Ненсі Мелоун                                                       | Ліббі Кінгстон                                                  | Голе місто                                                      | ABC                                                             |                                                                 |
| Роуз Мері                                                          | Саллі Роджерс                                                   | Шоу Діка Ван Дайка                                              | CBS                                                             |                                                                 |
| Кейт Рейд                                                          | королева Вікторія                                               | Зал слави Hallmark                                              | NBC                                                             |                                                                 |
| 1964 (16-та)                                                       |                                                                 |                                                                 |                                                                 |                                                                 |
| Рут Вайт                                                           | Шелаг Манган                                                    | Зал слави Hallmark                                              | NBC                                                             |                                                                 |
| Мартін Бартлетт                                                    | Міранда Ледокс Портер                                           | Арешт і суд                                                     | ABC                                                             |                                                                 |
| Анжанетт Комер                                                     | Аннабель Селінскі                                               | Арешт і суд                                                     | ABC                                                             |                                                                 |
| Роуз Мері                                                          | Саллі Роджерс                                                   | Шоу Діка Ван Дайка                                              | CBS                                                             |                                                                 |
| Клаудія Макніл                                                     | місіс Гілл                                                      | Медсестри                                                       | CBS                                                             |                                                                 |
| 1965 (17-та)                                                       | Без нагороди                                                    | Без нагороди                                                    | Без нагороди                                                    | Без нагороди                                                    |
| Видатна роль акторки другого плану в комедійному телесеріалі       |                                                                 |                                                                 |                                                                 |                                                                 |
| 1966 (18-та)                                                       |                                                                 |                                                                 |                                                                 |                                                                 |
| Еліс Пірс (посмертно)                                              | Гледіс Кравіц                                                   | Зачарований                                                     | ABC                                                             |                                                                 |
| Роуз Мері                                                          | Саллі Роджерс                                                   | Шоу Діка Ван Дайка                                              | CBS                                                             |                                                                 |
| Агнес Мургед                                                       | Ендора                                                          | Зачарований                                                     | ABC                                                             |                                                                 |
| 1967 (19-та)                                                       |                                                                 |                                                                 |                                                                 |                                                                 |
| Френсіс Бав'є                                                      | тітка Бі                                                        | Шоу Енді Гріффіта                                               | CBS                                                             |                                                                 |
| Ненсі Калп                                                         | Джейн Гетевей                                                   | The Beverly Hillbillies                                         | CBS                                                             |                                                                 |
| Меріон Лорн                                                        | тітка Клара                                                     | Зачарований                                                     | ABC                                                             |                                                                 |
| 1968 (20-та)                                                       |                                                                 |                                                                 |                                                                 |                                                                 |
| Меріон Лорн                                                        | тітка Клара                                                     | Зачарований                                                     | ABC                                                             |                                                                 |
| Агнес Мургед                                                       | Ендора                                                          | Зачарований                                                     | ABC                                                             |                                                                 |
| Мардж Редмонд                                                      | сестра Жаклін                                                   | Літаюча черниця                                                 | ABC                                                             |                                                                 |
| Ніта Телбот                                                        | Марія                                                           | Герої Хогана                                                    | CBS                                                             |                                                                 |
| Видатна безперервна гра акторки в ролі другого плану в телесеріалі |                                                                 |                                                                 |                                                                 |                                                                 |
| 1969 (21-а)                                                        |                                                                 |                                                                 |                                                                 |                                                                 |
| Сьюзан Сент-Джеймс                                                 | Пеггі Максвелл                                                  | Назва гри                                                       | NBC                                                             |                                                                 |
| Барбара Андерсон                                                   | офіцерка Єва Вітфілд                                            | Айронсайд                                                       | NBC                                                             |                                                                 |
| Агнес Мургед                                                       | Ендора                                                          | Зачарований                                                     | ABC                                                             |                                                                 |

### 1970-ті
| Рік/Церемонія                                                                       | Акторка                                      | Роль                                         | Програма                                     | Телебачення                                  |
| Видатна роль акторки другого плану в комедії                                        | Видатна роль акторки другого плану в комедії | Видатна роль акторки другого плану в комедії | Видатна роль акторки другого плану в комедії | Видатна роль акторки другого плану в комедії |
| ----------------------------------------------------------------------------------- | -------------------------------------------- | -------------------------------------------- | -------------------------------------------- | -------------------------------------------- |
| 1970 (22-а)                                                                         |                                              |                                              |                                              |                                              |
| Карен Валентайн                                                                     | міс Еліс Джонсон                             | Кімната 222                                  | ABC                                          |                                              |
| Агнес Мурхед                                                                        | Ендора                                       | Зачарований                                  | ABC                                          |                                              |
| Люрен Таттл                                                                         | Ханна Ярбі                                   | Джулія                                       | NBC                                          |                                              |
| 1971 (23-а)                                                                         |                                              |                                              |                                              |                                              |
| Валері Гарпер                                                                       | Рода Моргенштерн                             | Шоу Мері Тайлер Мур                          | CBS                                          |                                              |
| Агнес Мурхед                                                                        | Ендора                                       | Зачарований                                  | ABC                                          |                                              |
| Карен Валентайн                                                                     | міс Еліс Джонсон                             | Кімната 222                                  | ABC                                          |                                              |
| 1972 (24-а)                                                                         |                                              |                                              |                                              |                                              |
| Валері Гарпер                                                                       | Рода Моргенштерн                             | Шоу Мері Тайлер Мур                          | CBS                                          |                                              |
| Саллі Стразерс                                                                      | Глорія Стівік                                | Усі в родині                                 | CBS                                          |                                              |
| Клоріс Лічмен                                                                       | Філліс Ліндстром                             | Шоу Мері Тайлер Мур                          | CBS                                          |                                              |
| 1973 (25-а)                                                                         |                                              |                                              |                                              |                                              |
| Валері Гарпер                                                                       | Рода Моргенштерн                             | Шоу Мері Тайлер Мур                          | CBS                                          |                                              |
| Клоріс Лічмен                                                                       | Філліс Ліндстром                             | Шоу Мері Тайлер Мур                          | CBS                                          |                                              |
| Саллі Стразерс                                                                      | Глорія Стівік                                | Усі в родині                                 | CBS                                          |                                              |
| Найкраща акторка другого плану в комедії                                            |                                              |                                              |                                              |                                              |
| 1974 (26-а)                                                                         |                                              |                                              |                                              |                                              |
| Клоріс Лічмен                                                                       | Філліс Ліндстром                             | Шоу Мері Тайлер Мур                          | CBS                                          |                                              |
| Валері Гарпер                                                                       | Рода Моргенштерн                             | Шоу Мері Тайлер Мур                          | CBS                                          |                                              |
| Саллі Стразерс                                                                      | Глорія Стівік                                | Усі в родині                                 | CBS                                          |                                              |
| Лоретта Світ                                                                        | майор Маргарет Галіген                       | Польовий шпиталь                             | CBS                                          |                                              |
| Найкраща роль акторки другого плану в комедійному серіалі                           |                                              |                                              |                                              |                                              |
| 1975 (27-а)                                                                         |                                              |                                              |                                              |                                              |
| Бетті Вайт                                                                          | Сью Енн Нівенс                               | Шоу Мері Тайлер Мур                          | CBS                                          |                                              |
| Джулія Кавнер                                                                       | Бренда Моргенштерн                           | Рода                                         | CBS                                          |                                              |
| Лоретта Світ                                                                        | майор Маргарет Галіген                       | Польовий шпиталь                             | CBS                                          |                                              |
| Ненсі Вокер                                                                         | Іда Моргенштерн                              | Рода                                         | CBS                                          |                                              |
| 1976 (28-а)                                                                         |                                              |                                              |                                              |                                              |
| Бетті Вайт                                                                          | Сью Енн Нівенс                               | Шоу Мері Тайлер Мур                          | CBS                                          |                                              |
| Джорджія Енгель                                                                     | Джорджет Франклін                            | Шоу Мері Тайлер Мур                          | CBS                                          |                                              |
| Джулія Кавнер                                                                       | Бренда Моргенштерн                           | Рода                                         | CBS                                          |                                              |
| Лоретта Світ                                                                        | майор Маргарет Галіген                       | Польовий шпиталь                             | CBS                                          |                                              |
| Ненсі Вокер                                                                         | Іда Моргенштерн                              | Рода                                         | CBS                                          |                                              |
| 1977 (29-а)                                                                         |                                              |                                              |                                              |                                              |
| Мері Кей Плейс                                                                      | Лоретта Хаггерс                              | Мері Гартман, Мері Гартман                   | телевізійна синдикація                       |                                              |
| Джорджія Енгель                                                                     | Джорджет Франклін                            | Шоу Мері Тайлер Мур                          | CBS                                          |                                              |
| Джулія Кавнер                                                                       | Бренда Моргенштерн                           | Рода                                         | CBS                                          |                                              |
| Лоретта Світ                                                                        | майор Маргарет Галіген                       | Польовий шпиталь                             | CBS                                          |                                              |
| Бетті Вайт                                                                          | Сью Енн Нівенс                               | Шоу Мері Тайлер Мур                          | CBS                                          |                                              |
| 1978 (30-а)                                                                         |                                              |                                              |                                              |                                              |
| Джулія Кавнер                                                                       | Бренда Моргенштерн                           | Рода                                         | CBS                                          |                                              |
| Поллі Голлідей                                                                      | Флоренс Джин Каслберрі                       | Аліса                                        | CBS                                          |                                              |
| Саллі Стразерс                                                                      | Глорія Стівік                                | Усі в родині                                 | CBS                                          |                                              |
| Лоретта Світ                                                                        | майор Маргарет Галіген                       | Польовий шпиталь                             | CBS                                          |                                              |
| Ненсі Вокер                                                                         | Іда Моргенштерн                              | Рода                                         | CBS                                          |                                              |
| Найкраща акторка другого плану в комедійному, комедійному або музичному телесеріалі |                                              |                                              |                                              |                                              |
| 1979 (31-а)                                                                         |                                              |                                              |                                              |                                              |
| Саллі Стразерс                                                                      | Глорія Стівік                                | Усі в родині                                 | CBS                                          |                                              |
| Поллі Голлідей                                                                      | Флоренс Джин Каслберрі                       | Аліса                                        | CBS                                          |                                              |
| Меріон Росс                                                                         | Меріон Каннінгем                             | Щасливі дні                                  | ABC                                          |                                              |
| Лоретта Світ                                                                        | майор Маргарет Галіген                       | Польовий шпиталь                             | CBS                                          |                                              |

### 1980-ті
| Рік/Церемонія                                                                      | Акторка                                                                            | Роль                                                                               | Програма                                                                           | Телебачення                                                                        |
| Найкраща акторка другого плану в комедійному, або естрадному або музичному серіалі | Найкраща акторка другого плану в комедійному, або естрадному або музичному серіалі | Найкраща акторка другого плану в комедійному, або естрадному або музичному серіалі | Найкраща акторка другого плану в комедійному, або естрадному або музичному серіалі | Найкраща акторка другого плану в комедійному, або естрадному або музичному серіалі |
| ---------------------------------------------------------------------------------- | ---------------------------------------------------------------------------------- | ---------------------------------------------------------------------------------- | ---------------------------------------------------------------------------------- | ---------------------------------------------------------------------------------- |
| 1980 (32-а)                                                                        |                                                                                    |                                                                                    |                                                                                    |                                                                                    |
| Лоретта Світ                                                                       | майор Маргарет Гуліган                                                             | Польовий шпиталь                                                                   | CBS                                                                                |                                                                                    |
| Лоні Андерсон                                                                      | Дженніфер Марлоу                                                                   | WKRP в Цинциннаті                                                                  | CBS                                                                                |                                                                                    |
| Поллі Голлідей                                                                     | Флоренс Джин Каслберрі                                                             | Аліса                                                                              | CBS                                                                                |                                                                                    |
| Інга Свенсон                                                                       | Гретхен Краус                                                                      | Бенсон                                                                             | ABC                                                                                |                                                                                    |
| 1981 (33-я)                                                                        |                                                                                    |                                                                                    |                                                                                    |                                                                                    |
| Ейлін Бреннан                                                                      | капітан Дорін Льюїс                                                                | Рядовий Бенджамін                                                                  | CBS                                                                                |                                                                                    |
| Лоні Андерсон                                                                      | Дженніфер Марлоу                                                                   | WKRP в Цинциннаті                                                                  | CBS                                                                                |                                                                                    |
| Марла Гіббс                                                                        | Флоренс Джонстон                                                                   | Джефферсони                                                                        | CBS                                                                                |                                                                                    |
| Енн Міра                                                                           | Вероніка Руні                                                                      | Archie Bunker's Place                                                              | CBS                                                                                |                                                                                    |
| Лоретта Світ                                                                       | майор Маргарет Гуліган                                                             | Польовий шпиталь                                                                   | CBS                                                                                |                                                                                    |
| 1982 (34-а)                                                                        |                                                                                    |                                                                                    |                                                                                    |                                                                                    |
| Лоретта Світ                                                                       | майор Маргарет Гуліган                                                             | Польовий шпиталь                                                                   | CBS                                                                                |                                                                                    |
| Ейлін Бреннан                                                                      | капітан Дорін Льюїс                                                                | Рядовий Бенджамін                                                                  | CBS                                                                                |                                                                                    |
| Марла Гіббс                                                                        | Флоренс Джонстон                                                                   | Джефферсони                                                                        | CBS                                                                                |                                                                                    |
| Андреа Мартін                                                                      | різні ролі                                                                         | SCTV Network                                                                       | NBC                                                                                |                                                                                    |
| Енн Міра                                                                           | Вероніка Руні                                                                      | Archie Bunker's Place                                                              | CBS                                                                                |                                                                                    |
| Інга Свенсон                                                                       | Гретхен Краус                                                                      | Бенсон                                                                             | ABC                                                                                |                                                                                    |
| Найкраща акторка другого плану в комедійному, естрадному або музичному серіалі     |                                                                                    |                                                                                    |                                                                                    |                                                                                    |
| 1983 (35-а)                                                                        |                                                                                    |                                                                                    |                                                                                    |                                                                                    |
| Керол Кейн                                                                         | Сімка Дабліц                                                                       | Таксі                                                                              | NBC                                                                                |                                                                                    |
| Ейлін Бреннан                                                                      | капітан Дорін Льюїс                                                                | Рядовий Бенджамін                                                                  | CBS                                                                                |                                                                                    |
| Марла Гіббс                                                                        | Флоренс Джонстон                                                                   | Джефферсони                                                                        | CBS                                                                                |                                                                                    |
| Рея Перлман                                                                        | Карла Тортеллі                                                                     | Будьмо                                                                             | NBC                                                                                |                                                                                    |
| Лоретта Світ                                                                       | майор Маргарет Гуліган                                                             | Польовий шпиталь                                                                   | CBS                                                                                |                                                                                    |
| Найкраща акторка другого плану в комедійному серіалі                               |                                                                                    |                                                                                    |                                                                                    |                                                                                    |
| 1984 (36-а)                                                                        |                                                                                    |                                                                                    |                                                                                    |                                                                                    |
| Рея Перлман                                                                        | Карла Тортеллі                                                                     | 'Будьмо'                                                                           | NBC                                                                                |                                                                                    |
| Джулія Даффі                                                                       | Стефані Вандеркеллен                                                               | Ньюгарт                                                                            | CBS                                                                                |                                                                                    |
| Марла Гіббс                                                                        | Флоренс Джонстон                                                                   | Джефферсони                                                                        | CBS                                                                                |                                                                                    |
| Пола Келлі                                                                         | Ліз Вільямс                                                                        | Нічний суд                                                                         | NBC                                                                                |                                                                                    |
| Меріон Росс                                                                        | Меріон Каннінгем                                                                   | Щасливі дні                                                                        | ABC                                                                                |                                                                                    |
| 1985 (37-а)                                                                        |                                                                                    |                                                                                    |                                                                                    |                                                                                    |
| Рея Перлман                                                                        | Карла Тортеллі                                                                     | Будьмо                                                                             | NBC                                                                                |                                                                                    |
| Сельма Даймонд                                                                     | Сельма Хакер                                                                       | Нічний суд                                                                         | NBC                                                                                |                                                                                    |
| Джулія Даффі                                                                       | Стефані Вандеркеллен                                                               | Ньюгарт                                                                            | CBS                                                                                |                                                                                    |
| Марла Гіббс                                                                        | Флоренс Джонстон                                                                   | Джефферсони                                                                        | CBS                                                                                |                                                                                    |
| Інга Свенсон                                                                       | Гретхен Краус                                                                      | Бенсон                                                                             | ABC                                                                                |                                                                                    |
| 1986 (38-а)                                                                        |                                                                                    |                                                                                    |                                                                                    |                                                                                    |
| Рея Перлман                                                                        | Карла Тортеллі                                                                     | Будьмо                                                                             | NBC                                                                                |                                                                                    |
| Жюстін Бейтман                                                                     | Мелорі Кітон                                                                       | Родинні зв'язки                                                                    | NBC                                                                                |                                                                                    |
| Ліза Боне                                                                          | Деніз Гакстейбл                                                                    | Шоу Косбі                                                                          | NBC                                                                                |                                                                                    |
| Джулія Даффі                                                                       | Стефані Вандеркеллен                                                               | Ньюгарт                                                                            | CBS                                                                                |                                                                                    |
| Естель Гетті                                                                       | Софія Петрілло                                                                     | Золоті дівчата                                                                     | NBC                                                                                |                                                                                    |
| Кешіа Найт Пулліам                                                                 | Руді Гакстейбл                                                                     | Шоу Косбі                                                                          | NBC                                                                                |                                                                                    |
| 1987 (39-а)                                                                        |                                                                                    |                                                                                    |                                                                                    |                                                                                    |
| Джекі Гаррі                                                                        | Сандра Кларк                                                                       | 227                                                                                | NBC                                                                                |                                                                                    |
| Жюстін Бейтман                                                                     | Мелорі Кітон                                                                       | Родинні зв'язки                                                                    | NBC                                                                                |                                                                                    |
| Джулія Даффі                                                                       | Стефані Вандеркеллен                                                               | Ньюгарт                                                                            | CBS                                                                                |                                                                                    |
| Естель Гетті                                                                       | Софія Петрілло                                                                     | Золоті дівчата                                                                     | NBC                                                                                |                                                                                    |
| Рея Перлман                                                                        | Карла Тортеллі                                                                     | Будьмо                                                                             | NBC                                                                                |                                                                                    |
| 1988 (40-а)                                                                        |                                                                                    |                                                                                    |                                                                                    |                                                                                    |
| Естель Гетті                                                                       | Софія Петрілло                                                                     | Золоті дівчата                                                                     | NBC                                                                                |                                                                                    |
| Джулія Даффі                                                                       | Стефані Вандеркеллен                                                               | Ньюгарт                                                                            | CBS                                                                                |                                                                                    |
| Джекі Гаррі                                                                        | Сандра Кларк                                                                       | 227                                                                                | NBC                                                                                |                                                                                    |
| Кетрін Гелмонд                                                                     | Мона Робінсон                                                                      | Хто тут бос?                                                                       | ABC                                                                                |                                                                                    |
| Рея Перлман                                                                        | Карла Тортеллі                                                                     | Будьмо                                                                             | NBC                                                                                |                                                                                    |
| 1989 (41-а)                                                                        |                                                                                    |                                                                                    |                                                                                    |                                                                                    |
| Рея Перлман                                                                        | Карла Тортеллі                                                                     | Будьмо                                                                             | NBC                                                                                |                                                                                    |
| Джулія Даффі                                                                       | Стефані Вандеркеллен                                                               | Ньюгарт                                                                            | CBS                                                                                |                                                                                    |
| Фейт Форд                                                                          | Коркі Шервуд                                                                       | Мерфі Браун                                                                        | CBS                                                                                |                                                                                    |
| Естель Гетті                                                                       | Софія Петрілло                                                                     | Золоті дівчата                                                                     | NBC                                                                                |                                                                                    |
| Кетрін Гелмонд                                                                     | Мона Робінсон                                                                      | Хто тут бос?                                                                       | ABC                                                                                |                                                                                    |

### 1990-ті
| Рік/Церемонія      | Акторка                                | Роль                    | Програма | Телебачення |
| ------------------ | -------------------------------------- | ----------------------- | -------- | ----------- |
| 1990 (42-а)        |                                        |                         |          |             |
| Бібі Нойвірт       | Ліліт Стернін                          | Будьмо                  | NBC      |             |
| Джулія Даффі       | Стефані Вандеркеллен                   | Ньюгарт                 | CBS      |             |
| Фейт Форд          | Коркі Шервуд                           | Мерфі Браун             | CBS      |             |
| Естель Гетті       | Софія Петрілло                         | Золоті дівчата          | NBC      |             |
| Рея Перлман        | Карла Тортеллі                         | Будьмо                  | NBC      |             |
| 1991 (43-я)        |                                        |                         |          |             |
| Бібі Нойвірт       | Ліліт Стернін                          | Будьмо                  | NBC      |             |
| Елізабет Ешлі      | Фріда Еванс                            | Вечірня тінь            | CBS      |             |
| Фейт Форд          | Коркі Шервуд                           | Мерфі Браун             | CBS      |             |
| Естель Гетті       | Софія Петрілло                         | Золоті дівчата          | NBC      |             |
| Рея Перлман        | Карла Тортеллі                         | Будьмо                  | NBC      |             |
| 1992 (44-а)        |                                        |                         |          |             |
| Лорі Меткалф       | Джекі Гарріс                           | Розанна                 | ABC      |             |
| Фейт Форд          | Коркі Шервуд                           | Мерфі Браун             | CBS      |             |
| Естель Гетті       | Софія Петрілло                         | Золоті дівчата          | NBC      |             |
| Еліс Ґостлі        | Берніс Кліфтон                         | Створюючи жінку         | CBS      |             |
| Джулія Луї-Дрейфус | Елейн Бенеш                            | Сайнфелд                | NBC      |             |
| Френсіс Штернхаген | Естер Клавін                           | Будьмо                  | NBC      |             |
| 1993 (45-а)        |                                        |                         |          |             |
| Лорі Меткалф       | Джекі Гарріс                           | Розанна                 | ABC      |             |
| Шеллі Фабарес      | Крістін Армстронг-Фокс                 | Тренер                  | ABC      |             |
| Сара Гілберт       | Дарлін Коннер                          | Розанна                 | ABC      |             |
| Джулія Луї-Дрейфус | Елейн Бенеш                            | Сайнфелд                | NBC      |             |
| Рея Перлман        | Карла Тортеллі                         | Будьмо                  | NBC      |             |
| 1994 (46-а)        |                                        |                         |          |             |
| Лорі Меткалф       | Джекі Гарріс                           | Розанна                 | ABC      |             |
| Шеллі Фабарес      | Крістін Армстронг-Фокс                 | Тренер                  | ABC      |             |
| Фейт Форд          | Коркі Шервуд                           | Мерфі Браун             | CBS      |             |
| Сара Гілберт       | Дарлін Коннер                          | Розанна                 | ABC      |             |
| Джулія Луї-Дрейфус | Елейн Бенеш                            | Сайнфелд                | NBC      |             |
| Ліз Торрес         | Махалія Санчес                         | Шоу Джона Ларрокетта    | NBC      |             |
| 1995 (47-а)        |                                        |                         |          |             |
| Крістін Баранскі   | Меріанн Торп                           | Сибілл                  | CBS      |             |
| Ліза Кудров        | Фібі Буффе                             | Друзі                   | NBC      |             |
| Джулія Луї-Дрейфус | Елейн Бенеш                            | Сайнфелд                | NBC      |             |
| Лорі Меткалф       | Джекі Гарріс                           | Розанна                 | ABC      |             |
| Ліз Торрес         | Махалія Санчес                         | Шоу Джона Ларрокетта    | NBC      |             |
| 1996 (48-а)        |                                        |                         |          |             |
| Джулія Луї-Дрейфус | Елейн Бенеш                            | Сайнфелд                | NBC      |             |
| Крістін Баранскі   | Меріанн Торп                           | Сибілл                  | CBS      |             |
| Джанін Гарофало    | Паула                                  | Шоу Ларрі Сандерса      | HBO      |             |
| Джейн Медоуз       | Еліс Морган-Дюпон-Саттон-Кушинг-Феррук | Вище суспільство        | CBS      |             |
| Рене Тейлор        | Сільвія Файн                           | Няня                    | CBS      |             |
| 1997 (49-а)        |                                        |                         |          |             |
| Крістен Джонстон   | Саллі Соломон                          | Третя планета від Сонця | NBC      |             |
| Крістін Баранскі   | Меріанн Торп                           | Сибілл                  | CBS      |             |
| Джанін Гарофало    | Паула                                  | Шоу Ларрі Сандерса      | HBO      |             |
| Ліза Кудров        | Фібі Буффе                             | Друзі                   | NBC      |             |
| Джулія Луї-Дрейфус | Елейн Бенеш                            | Сайнфелд                | NBC      |             |
| 1998 (50-а)}       |                                        |                         |          |             |
| Ліза Кудров        | Фібі Буффе                             | Друзі                   | NBC      |             |
| Крістін Баранскі   | Меріанн Торп                           | Сибілл                  | CBS      |             |
| Крістен Джонстон   | Саллі Соломон                          | Третя планета від Сонця | NBC      |             |
| Джейн Лівз         | Дафна Мун                              | Фрейзер                 | NBC      |             |
| Джулія Луї-Дрейфус | Елейн Бенеш                            | Сайнфелд                | NBC      |             |
| 1999 (51-а)        |                                        |                         |          |             |
| Крістен Джонстон   | Саллі Соломон                          | Третя планета від Сонця | NBC      |             |
| Ліза Кудров        | Фібі Буффе                             | Друзі                   | NBC      |             |
| Люсі Лью           | Лін Ву                                 | Еллі Мак-Біл            | Fox      |             |
| Венді Мелік        | Ніна Ван Горн                          | Журнал мод              | NBC      |             |
| Доріс Робертс      | Мері Барон                             | Усі люблять Реймонда    | CBS      |             |

### 2000-ні
| Рік/Церемонія     | Акторка                  | Роль                              | Програма | Телебачення |
| ----------------- | ------------------------ | --------------------------------- | -------- | ----------- |
| 2000 (52-а)       |                          |                                   |          |             |
| Меган Маллаллі    | Карен Вокер              | Вілл і Грейс                      | NBC      |             |
| Дженніфер Еністон | Рейчел Карен Грін        | Друзі                             | NBC      |             |
| Кім Кетролл       | Саманта Джонс            | Секс і місто                      | HBO      |             |
| Ліза Кудров       | Фібі Буффе               | Друзі                             | NBC      |             |
| Доріс Робертс     | Мері Барон               | Усі люблять Реймонда              | CBS      |             |
| 2001 (53-я)       |                          |                                   |          |             |
| Доріс Робертс     | Мері Барон               | Усі люблять Реймонда              | CBS      |             |
| Дженніфер Еністон | Рейчел Карен Грін        | Друзі                             | NBC      |             |
| Кім Кетролл       | Саманта Джонс            | Секс і місто                      | HBO      |             |
| Ліза Кудров       | Фібі Буффе               | Друзі                             | NBC      |             |
| Меган Маллаллі    | Карен Вокер              | Вілл і Грейс                      | NBC      |             |
| 2002 (54-а)       |                          |                                   |          |             |
| Доріс Робертс     | Мері Барон               | Усі люблять Реймонда              | CBS      |             |
| Кім Кетролл       | Саманта Джонс            | Секс і місто                      | HBO      |             |
| Венді Мелік       | Ніна Ван Горн            | Журнал мод                        | NBC      |             |
| Меган Маллаллі    | Карен Вокер              | Вілл і Грейс                      | NBC      |             |
| Синтія Ніксон     | Міранда Гоббс            | Секс і місто                      | HBO      |             |
| 2003 (55-а)       |                          |                                   |          |             |
| Доріс Робертс     | Мері Барон               | Усі люблять Реймонда              | CBS      |             |
| Кім Кетролл       | Саманта Джонс            | Секс і місто                      | HBO      |             |
| Шеріл Гайнс       | Шеріл Девід              | Угамуй свій запал                 | HBO      |             |
| Меган Маллаллі    | Карен Вокер              | Вілл і Грейс                      | NBC      |             |
| Синтія Ніксон     | Міранда Гоббс            | Секс і місто                      | HBO      |             |
| 2004 (56-а)       |                          |                                   |          |             |
| Синтія Ніксон     | Міранда Гоббс            | Секс і місто                      | HBO      |             |
| Кім Кетролл       | Саманта Джонс            | Секс і місто                      | HBO      |             |
| Крістін Девіс     | Шарлотта Йорк Голденблат | Секс і місто                      | HBO      |             |
| Меган Маллаллі    | Карен Вокер              | Вілл і Грейс                      | NBC      |             |
| Доріс Робертс     | Мері Барон               | Усі люблять Реймонда              | CBS      |             |
| 2005 (57-а)       |                          |                                   |          |             |
| Доріс Робертс     | Мері Барон               | Усі люблять Реймонда              | CBS      |             |
| Кончата Феррелл   | Берта                    | Два з половиною чоловіки          | CBS      |             |
| Меган Маллаллі    | Карен Вокер              | Вілл і Грейс                      | NBC      |             |
| Голланд Тейлор    | Евелін Гарпер            | Два з половиною чоловіки          | CBS      |             |
| Джессіка Волтер   | Люсіль Блут              | Уповільнений розвиток             | Fox      |             |
| 2006 (58-а)       |                          |                                   |          |             |
| Меган Маллаллі    | Карен Вокер              | Вілл і Грейс                      | NBC      |             |
| Шеріл Гайнс       | Шеріл Девід              | Угамуй свій запал                 | HBO      |             |
| Елізабет Перкінс  | Селія Годес              | Косяки                            | Showtime |             |
| Джеймі Преслі     | Джой Тернер              | Мене звати Ерл                    | NBC      |             |
| Елфрі Вудард      | Бетті Епплвайт           | Відчайдушні домогосподарки        | ABC      |             |
| 2007 (59-а)       |                          |                                   |          |             |
| Джеймі Преслі     | Джой Тернер              | Мене звати Ерл                    | NBC      |             |
| Кончата Феррелл   | Берта                    | Два з половиною чоловіки          | CBS      |             |
| Дженна Фішер      | Пем Бізлі                | Офіс                              | NBC      |             |
| Елізабет Перкінс  | Селія Годес              | Косяки                            | Showtime |             |
| Голланд Тейлор    | Евелін Гарпер            | Два з половиною чоловіки          | CBS      |             |
| Ванесса Вільямс   | Вільгельміна Слейтер     | Потворна Бетті                    | ABC      |             |
| 2008 (60-а)       |                          |                                   |          |             |
| Джин Смарт        | Реджина Ньюлі            | Хто така Саманта?                 | ABC      |             |
| Крістін Ченовет   | Олів Снук                | Живий за викликом                 | ABC      |             |
| Емі Полер         | різні ролі               | Суботнього вечора в прямому ефірі | NBC      |             |
| Голланд Тейлор    | Евелін Гарпер            | Два з половиною чоловіки          | CBS      |             |
| Ванесса Вільямс   | Вільгельміна Слейтер     | Потворна Бетті                    | ABC      |             |
| 2009 (61-а)       |                          |                                   |          |             |
| Крістін Ченовет   | Олів Снук                | Живий за викликом                 | ABC      |             |
| Джейн Краковськи  | Дженна Мароні            | 30 потрясінь                      | NBC      |             |
| Елізабет Перкінс  | Селія Годес              | Косяки                            | Showtime |             |
| Емі Полер         | різні ролі               | Суботнього вечора в прямому ефірі | NBC      |             |
| Крістен Віг       | різні ролі               | Суботнього вечора в прямому ефірі | NBC      |             |
| Ванесса Вільямс   | Вільгельміна Слейтер     | Потворна Бетті                    | ABC      |             |

### 2010-ті
| Рік/Церемонія    | Акторка                    | Роль                              | Програма | Телебачення |
| ---------------- | -------------------------- | --------------------------------- | -------- | ----------- |
| 2010 (62-а)      |                            |                                   |          |             |
| Джейн Лінч       | Сью Сильвестр              | Хор                               | Fox      |             |
| Джулі Боуен      | Клер Данфі                 | Американська сімейка              | ABC      |             |
| Джейн Краковськи | Дженна Мароні              | 30 потрясінь                      | NBC      |             |
| Софія Вергара    | Глорія Прітчетт            | Американська сімейка              | ABC      |             |
| Голланд Тейлор   | Евелін Гарпер              | Два з половиною чоловіки          | CBS      |             |
| Крістен Віг      | різні ролі                 | Суботнього вечора в прямому ефірі | NBC      |             |
| 2011 (63-а)      |                            |                                   |          |             |
| Джулі Боуен      | Клер Данфі                 | Американська сімейка              | ABC      |             |
| Джейн Краковськи | Дженна Мароні              | 30 потрясінь                      | NBC      |             |
| Джейн Лінч       | Сью Сильвестр              | Хор                               | Fox      |             |
| Софія Вергара    | Глорія Прітчетт            | Американська сімейка              | ABC      |             |
| Бетті Вайт       | Елька Островська           | Кралі в Клівленді                 | TV Land  |             |
| Крістен Віг      | різні ролі                 | Суботнього вечора в прямому ефірі | NBC      |             |
| 2012 (64-а)      |                            |                                   |          |             |
| Джулі Боуен      | Клер Данфі                 | Американська сімейка              | ABC      |             |
| Маїм Бялік       | Емі Фарра Фаулер           | Теорія великого вибуху            | CBS      |             |
| Кетрін Джустен   | Карен МакКласкі            | Відчайдушні домогосподарки        | ABC      |             |
| Софія Вергара    | Глорія Прітчетт            | Американська сімейка              | ABC      |             |
| Мерріт Вевер     | Зої Барков                 | Медсестра Джекі                   | Showtime |             |
| Крістен Віг      | різні ролі                 | Суботнього вечора в прямому ефірі | NBC      |             |
| 2013 (65-а)      |                            |                                   |          |             |
| Мерріт Вевер     | Зої Барков                 | Медсестра Джекі                   | Showtime |             |
| Маїм Бялік       | Емі Фарра Фаулер           | Теорія великого вибуху            | CBS      |             |
| Джулі Боуен      | Клер Данфі                 | Американська сімейка              | ABC      |             |
| Анна Кламскі     | Емі Брукхаймер             | Віце-президент                    | HBO      |             |
| Джейн Краковськи | Дженна Мароні              | 30 потрясінь                      | NBC      |             |
| Джейн Лінч       | Сью Сильвестр              | Хор                               | Fox      |             |
| Софія Вергара    | Глорія Прітчетт            | Американська сімейка              | ABC      |             |
| 2014 (66-а)      |                            |                                   |          |             |
| Еллісон Дженні   | Бонні Планкетт             | Мама                              | CBS      |             |
| Маїм Бялік       | Емі Фарра Фаулер           | Теорія великого вибуху            | CBS      |             |
| Джулі Боуен      | Клер Данфі                 | Американська сімейка              | ABC      |             |
| Анна Кламскі     | Емі Брукхаймер             | Віце-президент                    | HBO      |             |
| Кейт Маккінон    | різні ролі                 | Суботнього вечора в прямому ефірі | NBC      |             |
| Кейт Малгрю      | Галина Резнікова           | Помаранчевий — хіт сезону         | Netflix  |             |
| 2015 (67-а)      |                            |                                   |          |             |
| Еллісон Дженні   | Бонні Планкетт             | Мама                              | CBS      |             |
| Маїм Бялік       | Емі Фарра Фаулер           | Теорія великого вибуху            | CBS      |             |
| Джулі Боуен      | Клер Данфі                 | Американська сімейка              | ABC      |             |
| Анна Кламскі     | Емі Брукхаймер             | Віце-президент                    | HBO      |             |
| Габі Гоффман     | Алі Пфефферман             | Очевидне                          | Amazon   |             |
| Джейн Краковськи | Жаклін Вурхіз              | Незламна Кіммі Шмідт              | Netflix  |             |
| Кейт Маккінон    | різні ролі                 | Суботнього вечора в прямому ефірі | NBC      |             |
| Нісі Неш         | Деніз «ДіДі» Ортлі         | Старість — не радість             | HBO      |             |
| 2016 (68-а)      |                            |                                   |          |             |
| Кейт Маккінон    | різні ролі                 | Суботнього вечора в прямому ефірі | NBC      |             |
| Анна Кламскі     | Емі Брукхаймер             | Віце-президент                    | HBO      |             |
| Габі Гоффман     | Алі Пфефферман             | Очевидне                          | Amazon   |             |
| Еллісон Дженні   | Бонні Планкетт             | Мама                              | CBS      |             |
| Джудіт Лайт      | Шеллі Пфефферман           | Очевидне                          | Amazon   |             |
| Нісі Неш         | Деніз «ДіДі» Ортлі         | Старість — не радість             | HBO      |             |
| 2017 (69-а)      |                            |                                   |          |             |
| Кейт Маккінон    | різні ролі                 | Суботнього вечора в прямому ефірі | NBC      |             |
| Ванесса Баєр     | різні ролі                 | Суботнього вечора в прямому ефірі | NBC      |             |
| Анна Кламскі     | Емі Брукхаймер             | Віце-президент                    | HBO      |             |
| Кетрін Ган       | Ракель Фейн                | Очевидне                          | Amazon   |             |
| Леслі Джонс      | різні ролі                 | Суботнього вечора в прямому ефірі | NBC      |             |
| Джудіт Лайт      | Шеллі Пфефферман           | Очевидне                          | Amazon   |             |
| 2018 (70-а)      |                            |                                   |          |             |
| Алекс Борштейн   | Сьюзі Маєрсон              | Дивовижна місис Мейзел            | Amazon   |             |
| Зазі Бітц        | Ванесса «Ван» Кіфер        | Атланта                           | FX       |             |
| Ейді Брайант     | різні ролі                 | Суботнього вечора в прямому ефірі | NBC      |             |
| Бетті Ґілпін     | Деббі «Ліберті Белль» Іган | Блиск                             | Netflix  |             |
| Леслі Джонс      | різні ролі                 | Суботнього вечора в прямому ефірі | NBC      |             |
| Кейт Маккінон    | різні ролі                 | Суботнього вечора в прямому ефірі | NBC      |             |
| Лорі Меткалф     | Джекі Гарріс               | Розанна                           | ABC      |             |
| Меган Маллаллі   | Карен Вокер                | Will & Grace                      | NBC      |             |
| 2019 (71-а)      |                            |                                   |          |             |
| Алекс Борштейн   | Сьюзі Маєрсон              | Дивовижна місис Мейзел            | Amazon   |             |
| Анна Кламскі     | Емі Брукхаймер             | Віце-президент                    | HBO      |             |
| Сіан Кліффорд    | Клер                       | Погань                            | Amazon   |             |
| Олівія Колман    | Хрещена мати               | Погань                            | Amazon   |             |
| Бетті Ґілпін     | Деббі «Ліберті Белль» Іган | Блиск                             | Netflix  |             |
| Сара Голдберг    | Саллі Рід                  | Баррі                             | HBO      |             |
| Марін Гінкл      | Роуз Вайсман               | Дивовижна місис Мейзел            | Amazon   |             |
| Кейт Маккінон    | різні ролі                 | Суботнього вечора в прямому ефірі | NBC      |             |

### 2020-ті
| Рік/Церемонія   | Акторка                    | Роль                              | Програма    | Телебачення |
| --------------- | -------------------------- | --------------------------------- | ----------- | ----------- |
| 2020 (72-а)     |                            |                                   |             |             |
| Енні Мерфі      | Алексіс Роуз               | Шиттс-Крік                        | Pop TV      |             |
| Алекс Борштейн  | Сьюзі Маєрсон              | Дивовижна місис Мейзел            | Amazon      |             |
| Д'Арсі Карден   | Джанет                     | У кращому світі                   | NBC         |             |
| Бетті Ґілпін    | Деббі «Ліберті Белль» Іган | Блиск                             | Netflix     |             |
| Марін Гінкл     | Роуз Вайсман               | Дивовижна місис Мейзел            | Amazon      |             |
| Кейт Маккінон   | різні ролі                 | Суботнього вечора в прямому ефірі | NBC         |             |
| Івон Орджі      | Моллі Картер               | Незахищений                       | HBO         |             |
| Сесілі Стронг   | різні ролі                 | Суботнього вечора в прямому ефірі | NBC         |             |
| 2021 (73-а)     |                            |                                   |             |             |
| Ханна Веддінгем | Ребекка Велтон             | Тед Лассо                         | Apple TV+   |             |
| Ейді Браянт     | різні ролі                 | Суботнього вечора в прямому ефірі | NBC         |             |
| Ганна Ейнбіндер | Ава Деніелс                | Хитрощі                           | HBO Max     |             |
| Кейт Маккінон   | різні ролі                 | Суботнього вечора в прямому ефірі | NBC         |             |
| Розі Перес      | Меган Бріско               | Бортпровідниця                    | HBO Max     |             |
| Сесілі Стронг   | різні ролі                 | Суботнього вечора в прямому ефірі | NBC         |             |
| Джуно Темпл     | Кілі Джонс                 | Тед Лассо                         | Apple TV+   |             |
| 2022 (74-а)     |                            |                                   |             |             |
| Шеріл Лі Ральф  | Барбара Говард             | Початкова школа Ебботт            | ABC         |             |
| Алекс Борштейн  | Сьюзі Маєрсон              | Дивовижна місис Мейзел            | Prime Video |             |
| Ганна Ейнбіндер | Ава Деніелс                | Хитрощі                           | HBO/HBO Max |             |
| Джанель Джеймс  | Ава Коулман                | Початкова школа Ебботт            | ABC         |             |
| Кейт Маккінон   | різні ролі                 | Суботнього вечора в прямому ефірі | NBC         |             |
| Сара Найлс      | докторка Шерон Філдстоун   | Тед Лассо                         | Apple TV+   |             |
| Джуно Темпл     | Кілі Джонс                 | Тед Лассо                         | Apple TV+   |             |
| Ханна Веддінгем | Ребекка Велтон             | Тед Лассо                         | Apple TV+   |             |